# Ga Hà Thanh
Ga Hà Thanh là một nhà ga xe lửa tại huyện Gio Linh, tỉnh Quảng Trị. Nhà ga là một điểm của đường sắt Bắc Nam và nối với ga Tiên An với ga Đông Hà.

## Các tuyến
- Đường sắt Bắc Nam